# Karl Rudolf Brommy
Karl Rudolf Brommy, nemški najemnik in admiral, * 10. september 1804, † 9. januar 1860.